# 웨스트 코스트 재즈
웨스트 코스트 재즈(West Coast jazz)는 캘리포니아주 로스앤젤레스에서 1950년대에 번성한 모던 재즈를 가리킨다.
특히 6·25사변 때 그 도시는 군수도시로 번영하였고 또 할리우드의 영화회사가 사운드 트랙 음악을 중시하기 시작하였으므로, 뛰어난 백인 음악가들이 모여들어 웨스트 코스트(서해안) 재즈의 전성시대를 이루었다. 클루로 세련된 매우 백인적이며 밝은 모던 재즈이나, 50년대 후기의 야성적인 흑인 재즈에 밀려 쇠퇴하였다.

## 이스트 코스트 재즈
'웨스트 코스트'에 반대하는 호칭으로, 뉴욕시를 중심으로 한 흑인의 모던 재즈를 말한다. 웨스트의 세련된 백인 재즈에 대해 이쪽은 어디까지나 흑인적인 바이탤리티에 차고 애드리브 솔로에 묘미를 발휘한다. 비바프가 보다 성숙된 형이므로 '하드 바프'라는 별칭도 있다. 그러나 이스트파 중에도 MJQ와 같이 소속 불명의 그룹도 있고 하여 너무 호칭에 구애될 필요는 없다.

## 같이 보기
- 서드 스트림